# محمد اکرم خان
محمد اکرم خان (بنگالی: মোহাম্মদ আকরম খাঁ؛ (۱۸۶۸ - ۱۸ اوت ۱۹۶۸) (۱۲۴۷ تا ۱۳۴۷خ) روزنامه‌نگار، سیاست‌مدار و محقق اسلامی بنگالی بود. او بنیان‌گذار اولین روزنامه بنگالی داکا، «آزاد» بود. اکرم‌خان همچنین از پایه‌گذاران جمعیت علمای هند بود.

## جوانی و تحصیل
خان در سال ۱۸۶۸ (۱۲۴۷خ) در خانواده‌ای مسلمان و بنگالی در حکیم‌پور، ناحیه ۲۴ پرگنه از ریاست‌کل بنگال، هند بریتانیا (در منطقهٔ امروزی بنگال غربی) به دنیا آمد. پدرش،عبدالباری خان، از شاگردان سید احمد بریلوی (معروف به شهید) بود و در نبرد بالاکوت شرکت داشت. نام مادرش رابعہ خاتون بود. او تحصیلات غربی نداشت، اما در مدرسه کلکته (که امروزه دانشگاه عالی نامیده می‌شود) درس خواند. خان در سنین بسیار پایین وارد حرفه روزنامه‌نگاری شد و سپس به فعالیت‌های سیاسی روی آورد.

## فعالیت

### روزنامه‌نگاری
محمد در اوایل دوران کاری خود در روزنامه‌های «اهل حدیث» و «محمدی اخبار» فعالیت داشت. بین سال‌های ۱۹۰۸ تا ۱۹۲۱، به عنوان سردبیر نشریات «محمدی» و «الاسلام» کار کرد. او بین سال‌های ۱۹۲۰ تا ۱۹۲۲ نشریات «زمانه» و «سبق» را منتشر کرد. نشریهٔ «سبق» توقیف شد و اکرم خان دستگیر شد؛ به دلیل آنکه سرمقاله‌های ضد دولتی‌اش از جنبش عدم همکاری (Non-cooperation movement) و جنبش سوادشی (Swadeshi movement) حمایت می‌کرد. از اکتبر ۱۹۳۶ (مهر ۱۳۱۵)، اکرم خان انتشار روزنامهٔ «آزاد» را آغاز کرد که به جلب حمایت برای مسلم لیگ در بنگال کمک کرد.

### فعالیت سیاسی
اکرم خان در سال ۱۹۰۶ در جریان تأسیس «مسلم لیگِ سرتاسر هند» مشارکت داشت. او به عنوان عضوی از «انجمن علمای بنگال»، بین سال‌های ۱۹۱۸ تا ۱۹۲۴ در جنبش خلافت و جنبش عدم همکاری فعالیت می‌کرد. در سال ۱۹۲۰، در کنفرانسی که در «احسان منزل» داکا برگزار شد و شخصیت‌های برجسته‌ای چون ابوالکلام آزاد، منیرالزمان اسلام‌آبادی و مجیب‌الرحمن نیز حضور داشتند، به عنوان دبیر «کمیته خلافت سرتاسر هند» انتخاب شد. اکرم خان مسئول جمع‌آوری کمک‌های مالی برای حمایت از خلافت عثمانی بود. او بین سال‌های ۱۹۲۰ تا ۱۹۲۳ (۱۲۹۹ تا ۱۳۰۲)، با برگزاری گردهمایی‌های مردمی در نقاط مختلف بنگال، به تبلیغ اهداف جنبش خلافت و جنبش عدم همکاری پرداخت. 
اکرم‌خان به عنوان طرفدار همزیستی مسالمت‌آمیز میان هندوها و مسلمانان، در سال ۱۹۲۲ از حزب هندوی «سواراج» به رهبری «چیتارانجان داس» در کلکته حمایت کرد و در سال ۱۹۲۳ نیز از پیمان بنگال برای حل اختلافات بین اکثریت مسلمانان و اقلیت هندو در ایالت بنگال پشتیبانی نمود. با این حال، به دلیل وقوع شورش‌های قومی در سال‌های ۱۹۲۶–۱۹۲۷ (۱۳۰۵و۱۳۰۶) و تحولات سیاسی معاصر، اکرم‌خان از سیاست ملی‌گرایانه هندی ناامید شد و از حزب سواراج و کنگره ملی هند کناره‌گیری کرد. او از بنیان‌گذاران «جمعیت علمای هند» بود و به عضویت اولین شورای اجرایی آن درآمد. 
بین سال‌های ۱۹۲۹ تا ۱۹۳۵، اکرم خان به طور جدی در حزب کشاورزان و دهقانان (کریشاک پراجا پارتی) فعالیت داشت. با این حال، او در سال ۱۹۳۶ از سیاست‌های مرتبط با دهقانان کناره گرفت و به عنوان فعال سیاسی به مسلم لیگ پیوست. او تا سال ۱۹۴۷ عضو کمیته مرکزی اجرایی مسلم لیگ بود. پس از تقسیم هند در این سال، محمد بنگال شرقی را برای اقامت برگزید و در داکا مستقر شد. او تا زمان بازنشستگی از سیاست در سال ۱۹۶۰، ریاست مسلم لیگ (پاکستان شرقی) را بر عهده داشت.
اکرم خان هم‌چنین در جنبش زبان بنگالی در سال ۱۹۵۲ (۱۳۳۱) مشارکت داشت. او هم‌چنین از اعضای بنیان‌گذار «شورای ایدئولوژی اسلامی پاکستان» بود؛ نهادی قانون‌گذاری که در سال ۱۹۶۲ تشکیل شد. 

## مرگ
اکرم خان در ۱۸ اوت ۱۹۶۸ درگذشت. او در مسجد اهل حدیث بنگشال در داکای قدیم به خاک سپرده شد.

## آثار ادبی
- 1. Samasya O Samadhan (مسئله و راه‌حل)
  2. Mostafa Charit (داستان مصطفی)(زندگی‌نامه پیامبر اسلام)
  3. Amparar Tafseer (تفسیر قران)
  4. Tafser-a-Quran (تفسیر قرآن)
  5. Muslim Banglar Samajik Itihas (تاریخ اجتماعی مسلمانان بنگال)
  6. ترجمه قرآن به زبان بنگالی. محمد اکرم‌خان‌، در زندان ترجمه قرآن را شروع نمود و ترجمه‌ جزء سی‌ام‌ در زمانی‌ که‌ وی‌ زندانی‌ بود، منتشر شد. او در ۱۹۵۸ـ ۱۹۵۹ (۱۳۳۷ و ۱۳۳۸) توانست‌ ترجمه‌ قرآن‌ را در پنج‌ جلد منتشر کند.ترجمه‌ او آهنگین‌ است.[۱۲]

## جوایز
- جایزه روز استقلال (1981)